# Vanacampus poecilolaemus
Vanacampus poecilolaemus és una espècie de peix de la família dels singnàtids i de l'ordre dels singnatiformes.

## Morfologia
- Els mascles poden assolir 26,1 cm de longitud total.[4][5]

## Reproducció
És ovovivípar i el mascle transporta els ous en una bossa ventral, la qual es troba a sota de la cua.

## Hàbitat
És un peix demersal i de clima subtropical que viu entre 1-11 m de fondària.

## Distribució geogràfica
Es troba al sud d'Austràlia.